# Eberhard Jäckel
Eberhard Jäckel, né le 29 juin 1929 à Wesermünde (aujourd'hui Bremerhaven) et mort le 15 août 2017 à Stuttgart, est un historien allemand.
Ses travaux les plus notables portent sur le rôle d'Adolf Hitler dans l'histoire contemporaine, le nazisme et la Shoah.

## Biographie
Eberhard Jäckel fait ses études supérieures aux universités de Göttingen, Tübingen, Fribourg, Gainesville et Paris et obtient un doctorat. En 1955, il devient assistant à l'université de Fribourg. Il passe son habilitation sur La France dans l'Europe de Hitler en 1961. En 1966 il est maître de recherches pour l'histoire moderne et contemporaine à l'université de Kiel. De 1967 à 1997, Eberhard Jäckel est professeur à l'université de Stuttgart. Il a également enseigné aux universités d'Oxford et de Tel Aviv.
Depuis 1967, Eberhard Jäckel est membre du Parti social-démocrate d'Allemagne (SPD).
De 1994 à 1999, il a été président du conseil consultatif scientifique de la fondation des mémoriaux des camps de concentration de Buchenwald et de Dora-Mittelbau.

### Travaux
Dans La France dans l'Europe de Hitler, Jäckel montre notamment que la façon dont les Allemands ont soumis la France de 1940 à 1944 était conforme aux idées développées par Hitler depuis Mein Kampf et que les différentes autorités d'occupation en France, Wehrmacht, ministère des Affaires étrangères, SS, pouvaient avoir des orientations ponctuelles contradictoires. Traduit en français, c'est le premier ouvrage qui exploite les archives allemandes. Comme le fait remarquer Stanley Hoffmann dans sa préface à La France de Vichy de Robert Paxton, Jäckel a souligné avant Paxton que Hitler n'avait jamais souhaité de collaboration avec la France. Mais son retentissement, en France, est moindre que celui de Paxton, publié cinq ans plus tard.
Auteur de nombreux travaux sur le nazisme et la Shoah, il se place parmi les intentionnalistes, c'est-à-dire les historiens considérant que Hitler avait formé le projet d'exterminer les Juifs avant le déclenchement de la Seconde Guerre mondiale, et non après. Il s'est plus généralement attaché, dans Hitler idéologue, à démontrer que Hitler avait bâti un véritable système idéologique.

## Distinctions
- En 1990, il a reçu, avec sa collaboratrice Lea Rosh, le prix frère et sœur Scholl (Geschwister-Scholl-Preis), pour leur ouvrage sur la déportation des Juifs en Europe, Der Tod ist ein Meister aus Deutschland.
- Il a reçu, en 2001, la croix du mérite de la République fédérale d'Allemagne pour ses travaux dans la refonte du mémorial de Buchenwald.
- Ordre du Mérite de Bade-Wurtemberg.

## Ouvrages
- (de) Die deutsche Frage 1952-56, 1957.
- (de) Die Schleswig-Frage seit 1945, 1959.
- (de) Frankreich in Hitlers Europa – Die deutsche Frankreichpolitik im Zweiten Weltkrieg, Deutsche Verlag-Anstalg GmbH, Stuttgart, 1966 ; traduction : La France dans l'Europe de Hitler (préface de Alfred Grosser, traduction de Denise Meunier), éd. Fayard, coll. « Les grandes études contemporaines », 1968, 554 p.
- (de + fr) Hitlers Weltanschauung, 1969, nouv. éd., 1981. Traduction française : Hitler idéologue, éd. Calmann-Lévy, 1973 ; rééd. Gallimard, coll. « Tel », 1995.
- (de) Deutsche Parlamentsdebatten, 1970-1971.
- (de) (avec Ernst Weymar) Die Funktion der Geschichte in unserer Zeit, Stuttgart, éd. E. Klett, 1975.
- (de) Hitler. Sämtliche Aufzeichnungen 1905-1924, Stuttgart, éd. Deutsche Verlags-Anstalt, 1980.
- (en) Hitler in History, University Press of New England, 1984.
- (de) Hitlers Herrschaft. Vollzug einer Weltanschauung, 1986.
- (de) Umgang mit Vergangenheit, 1989.
- (de) (avec Lea Rosh) Der Tod ist ein Meister aus Deutschland. Deportation und Ermordung der Juden, Kollaboration und Verweigerung in Europa, Hambourg, éd. Hoffmann und Campe, 1990.
- (de) (codirection avec P. Longerich et Julius H. Schoeps) Enzyklopädie des Holocaust. Die Verfolgung und Ermordung der europäischen Juden, Berlin, éd. Argon, 1993.
- (de) Das deutsche Jahrhundert. Eine historische Bilanz, 1996.
- (de) Ein deutsches Denkmal: Der Streit um das Denkmal für die ermordeten Juden Europas, 1999.
- (de) (codirection avec Otto Dov Kulka) Die Juden in den geheimen NS-Stimmungsberichten 1933-1945, Düsseldorf, Droste, 2004.